# 国家安全保障会議 (大韓民国)
大韓民国国家安全保障会議（こっかあんぜんほしょうかいぎ、韓: 대한민국국가안전보장회의、漢字: 大韓民國國家安全保障會議、英: National Security Council）は、アメリカ合衆国国家安全保障会議に倣って設置された大韓民国の国家行政機関（独立委員会）。韓国の国家意思を決定する代表的なブレーンである。

## 沿革
- 1963年 - 国家安全保障会議設置。
- 1981年 - 事務局を廃し、行政室を設置。
- 1986年 - 行政室を廃し、会議運営支援のための幹事1人を置く。
- 1998年 - 常任委員会と事務処を設置。
- 2008年 - 常任委員会と事務処を廃し、会議運営支援のための幹事1人を置く。

## 構成
議長である大統領と、国務総理、外交部長官、統一部長官、国防部長官、行政安全部長官、国家情報院長、大統領秘書室長、国家安保室長及び同室の第1次長、第2次長で構成される。

### 開催事例
- 2018年1月3日に開催した際の出席者は、康京和（外交部長官）、趙明均（統一部長官）、鄭景斗（国防部長）、徐薫（国家情報院長）、盧炯旭（国務調整室長）、李尚チョル（国家安保室第1次長）、南官杓（国家安保室第2次長）などで、議題は「今年の朝鮮半島の安全保障環境」、「韓国海軍レーダー照射問題」、「在韓米軍の駐留経費負担」などであった[1]。

## 関連事項
- 大韓民国の政治